# Quartet de corda núm. 2 (Enescu)
El Quartet de corda núm. 2 en sol major, op. 22 núm. 2, és una obra de música de cambra del compositor romanès George Enescu, composta principalment entre 1950 i 1951, tot i que té una llarga prehistòria i va rebre diverses revisions el 1952 i possiblement a principis de 1953. La partitura està dedicada a la pianista, compositora i mecenes de les arts nord-americana, Elizabeth Sprague Coolidge. La seva durada és d'uns 25 minuts.

## Moviments
- I.	Molto moderato
- II. Andante molto sostenuto ed espressivo
- III. Allegretto non troppo mosso
- IV. Con moto molto moderato, energico

## Història
Hi ha quatre esbossos preliminars sense data per al Segon Quartet de corda, realitzats per Enescu a partir del moment de la finalització del Primer Quartet el 1920, o fins i tot anterior. El primer d'ells, que conté tot el material temàtic per a un quartet de quatre moviments, fins i tot es pot haver fet abans de la Primera Guerra Mundial. Es creu que el segon i el tercer esborrany daten de principis de la dècada de 1920, i el quart probablement d’alguna època dels anys trenta.
El juny de 1950, a París, Enescu va començar a compondre de nou el seu segon quartet, acabant la seva cinquena versió (i primera completa) el 30 de gener de 1951. Característicament insatisfet, de seguida va començar a reescriure a fons la partitura. Cada moviment del manuscrit d'aquesta sisena versió està signat pel compositor i està datat amb precisió: el primer moviment (pàgines 1-10) data del 14 de febrer de 1951; el segon moviment (pàgines 10-19) data del 22 de febrer de 1951; el tercer moviment (pàgines 20-30) data del 14 de març de 1951; el quart moviment (pp. 30-45) té la data de "Paris ce 30 mai (1 r X bre) 1951". Un altre ajust als set darrers compassos de la partitura es va fer l'1 d'octubre de 1951, en un full addicional adjunt a la part de violoncel de les parts d'autògraf que ara es troba al Museu George Enescu de Bucarest, amb una nota a la mà del compositor que diu "2de version (definitive) des dernières mesures du 2d Quatuor à cordes (sol majeur), Georges Enesco, op. 22 n ° 2". No obstant això, això encara no era el final de la història.

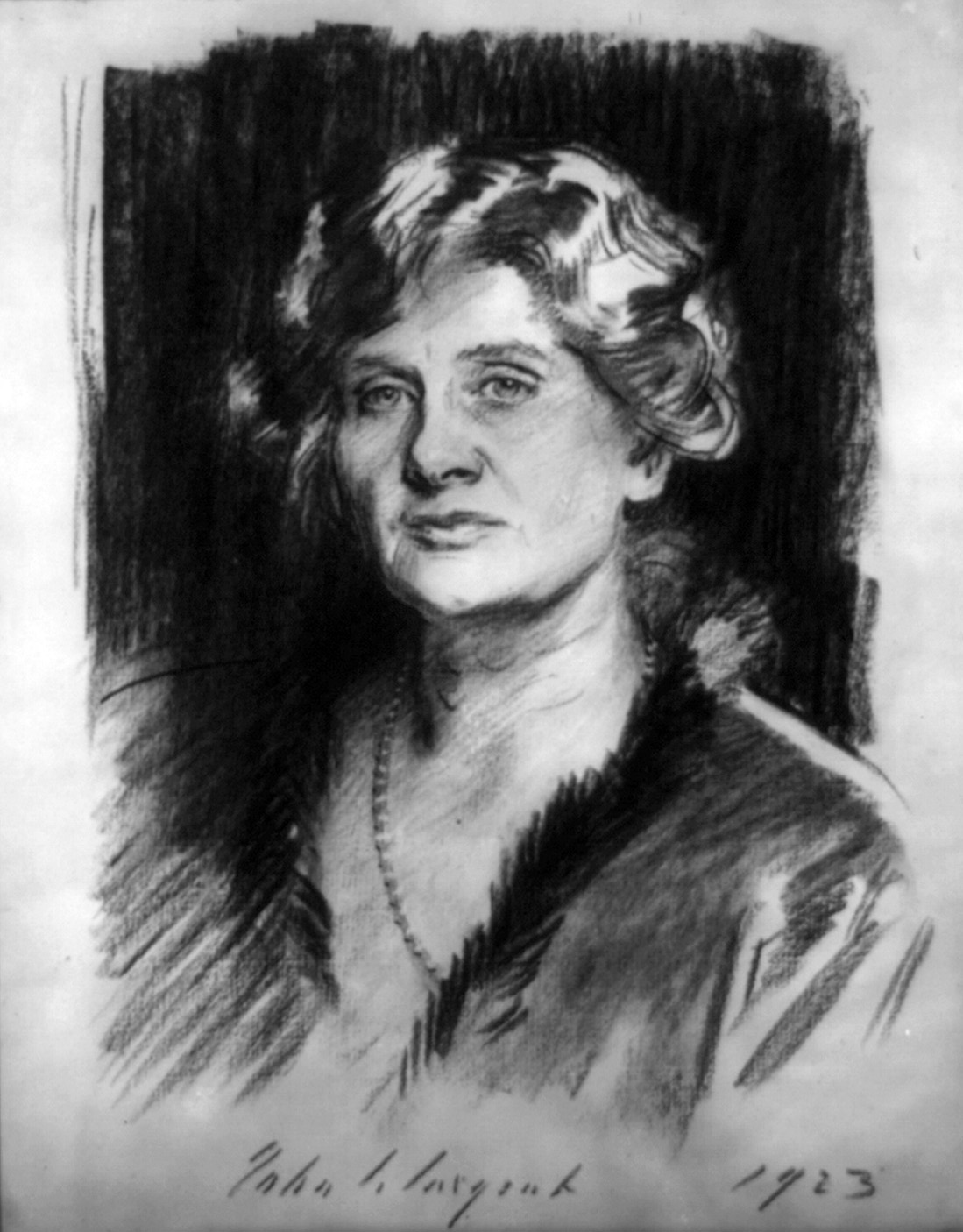
Elizabeth Sprague Coolidge, a qui va dedicat el Segon Quartet

El 1952 Harold Spivacke, cap de la divisió de música de la Biblioteca del Congrés de Washington, DC, va escriure a Enescu a París oferint una comissió de la Fundació Koussevitzky de la Biblioteca del Congrés per a una nova obra de música de cambra. Enescu va respondre el 7 de desembre de 1952 que no tenia cap obra nova en preparació i, per tant, no podia acceptar la proposta anticipada de la Fundació Koussevitzky, però acabava d'acabar el seu Segon Quartet de corda, dedicat a la Sra. Elizabeth Sprague Coolidge. Estava a punt de fer les últimes revisions a aquesta partitura i va prometre enviar-la a Washington tan aviat com estigués llesta. Posteriorment, Enescu devia saber dels plans per fer actuar el quartet a Boston perquè, el 21 de juny de 1953, va escriure de nou al doctor Spivacke, dient: "El meu Segon Quartet va de camí a Cambridge. El senyor Morris havia de trobar i administrar que podria tenir un fotòstat tant de la partitura com de les parts, molt ben fet". De fet, el manuscrit del Segon Quartet de corda ja havia arribat, no a Cambridge, sinó a la Biblioteca del Congrés. La carta d'Enescu va creuar-se amb el reconeixement de l'arribada segura del manuscrit, escrita el 17 de juny de 1953 per Edward N. Waters, ajudant del cap de la divisió de música. Aquesta partitura d'autògraf conté una sèrie de petits ajustaments que poden haver estat fets fins a la primavera d'aquest any. Per tant, es considera que aquesta versió representa les darreres reflexions del compositor sobre el quartet.
Les parts van ser degudament remeses a Wolfe Wolfinsohn, líder del Quartet Stradivarius, que les va rebre el juliol de 1953. El 7 de febrer de 1954 van interpretar l'obra a la sala de conferències de la Biblioteca Pública de Boston a Copley Square. El concert de diumenge a la tarda havia estat organitzat per Harold Spivacke en nom de la Fundació Coolidge, com a part de la Music Library Association (Spivacke va ser l'últim any del seu mandat com a president del MLA), que es va reunir a Boston aquell any en honor del centenari de la Biblioteca Pública de Boston. Els membres del Quartet Stradivarius eren Wolfe Wolfinsohn i Harry Kobialka, violins, Eugene Lehner, viola i Alfred Zighera, violoncel. L'estrena d'Enescu va ser precedida al programa pel Quartet de corda en mi menor d'Elizabeth Sprague Coolidge i seguit del Quartet en mi bemoll major, op. 127, de Beethoven.

## Anàlisi
L’obra consta de quatre moviments:
- Molto moderato
- Andante molto sostenuto ed espressivo
- Allegretto non troppo mosso
- Con moto molto moderato, energico

El pla general és molt similar al de l’Octet d’Enescu, escrit cinquanta anys abans, ja que es construeix com una vasta forma sonata-allegro. En aquest context, el primer moviment funciona com una exposició, el segon i el tercer moviments serveixen com a desenvolupament, respectivament, del primer i segon grup temàtic del primer moviment, i el final és la recapitulació del conjunt. Tot i que el disseny segueix el patró tradicional de quatre moviments dels quartets de corda, els procediments de vegades poc convencionals d'Enescu han provocat un desacord considerable a l'hora de descriure l'estructura dels moviments individuals.

## Discografia
- Georges Enesco: Sonata per a violí i piano núm. 2 en fa menor, op. 6; Quartet de corda núm. 2, op. 22, núm. 2, en sol major . George Enescu, violí; Dinu Lipatti, piano; Quartet de corda de la ràdio romanesa. Gravació en LP. 1 disc, 33⅓ rpm, monoaural. Nova York, Nova York: Monitor Records, 1965.
- George Enescu: Cvartet de coarde nr. 2 en sol major, op. 22, núm. 2; Cvartet nr. 2 pentru pian, vioară, violă, și violoncel en re minor, op. 30 . "Voces" Quartet de corda (Bujor Prelipcean i ?, violins; Gheorghe Haag, viola; Dan Prelipcean, violoncel). Yvonne Piedemonte-Prelipcean (piano), membres del Quartet de corda "Voces" (Bujor Prelipcean, violí; Gheorghe Haag, viola; Dan Prelipcean, violoncel). Gravat el 1981. Enregistrament LP, 1 disc: analògic, 33⅓ rpm, estèreo, 12 polzades Electrecord ST ECE 01854. Romania: Electrecord, 1981.
  - Quartet de corda núm. 2, reeditat, juntament amb el quartet de corda núm. 1, op. 22, núm. 1, en mi bemoll major. Gravació de CD, 1 disc d'àudio: digital, estèreo, 4¾ in. Sèrie Olympia Explorer. Olympia OCD 413. Londres: Olympia, 1991. Reeditat, Electrecord EDC 662/663. Bucarest: Electrecord, 2005.
- George Enescu: Quartets de corda Op. 22, núm. 1 i 2 . Quatuor Athenaeum Enesco (Constantin Bogdanas i Florin Szigeti, violins; Dan Iarca, viola; Dorel Fodereanu, violoncel). Enregistrat del 16 al 19 de maig de 1992 per Schweizer Radio DRS. Gravació de CD, 1 disc d'àudio: digital, estèreo, 4¾ in. CPO 999-0682. Georgsmarienhütte: CPO, [1993].
- Enescu: Quartets de corda núm. 1 i 2 . Quatuor Ad Libitum (Adrian Berescu i Șerban Mereuță, violins; Bogdan Bișoc, viola; Filip Papa, violoncel). Gravat a la sala de música Philharmonic de Moldova, Iași, maig de 1999. Gravació de CD, 1 disc d'àudio: digital, estèreo, 4¾ in. Mécénat MusicalNaxos 8.554721. [Sl ]: HNH International, Ltd. 2000.